# Carabus avinovi
Carabus avinovi es una especie de insecto adéfago del género Carabus, familia Carabidae. Fue descrita científicamente por Semenov & Znojko en 1932.
Habita en Rusia.